# 花卷
花捲與饅頭非常相似，但為捲狀。花捲由麵粉、水、糖、大豆油、植物性起酥油、貝克酵母、發粉和奶粉製作而成；
花捲略帶甜味或咸味，亦有製作時掺入麻醬的“麻醬花捲”，或是加入食用油，鹽，花椒粉末的“椒鹽花卷”。可以直接食用，中國南方飲食習慣也可佐以煉奶。